# Primera fila: Yuridia
Primera fila: Desierto es el primer álbum en directo de la cantante y compositora mexicana Yuridia, publicado en noviembre de 2017 a través de la compañía discográfica Sony Music. El álbum fue grabado en los Estudios Epic en la Ciudad de México el 26 de agosto de dicho año. El álbum está compuesto por 17 temas; 13 anteriores y 4 inéditos.
Siguiendo la tradición de este formato creado por Sony Music, Yuridia contó con la presencia de Audri Nix, Malú y Pepe Aguilar como invitados especiales. Con estos, la cantante compartió los temas “Que nadie se entere”, “Te equivocaste” y “Respóndeme tú”, respectivamente.
El disco también incluye un documental dirigido por la cantante en el cual la cantante experimenta una especie de “catarsis” al recordar sus inicios y analizar su evolución artística hasta el día de hoy.

## Concepto
Su Primera Fila estuvo ambientado con una cabaña en medio del desierto, donde los temas comenzaron –gracias al uso de la tecnología— en la noche, pasaron por la madrugada y llegaron hasta el amanecer con “Ángel”. El tema se basa en el "Desierto", ante un pequeño documental, la cantante revela historias viejas de su niñez, recordando sus raíces en Sonora y Arizona.

## Sencillos
«Amigos no por favor» se desprende como el primer sencillo del nuevo material. Publicado el 20 de octubre de 2017, ya ha alcanzado las lista populares en países como México, Estados Unidos y El Salvador. En la plataforma de videos YouTube, el video logró el millón de visitas en 40 horas.

## Gira y promoción
Antes del lanzamiento, Yuridia pasó por varias ciudades para promocionarlo. Encabezó varios conciertos de diferentes estaciones de radio como Genesis 101.1 y EXA. También hizo varias sesiones de preventa y firma de autógrafos en el Centro Magno en Guadalajara, el Centro Las Américas en la Ciudad de México y la Plaza Universidad en Monterrey. 
En 2018, Yuridia encabeza su séptima gira internacional, Desierto Tour, llegando de nuevo a los recintos más importantes de la República Mexicana, incluyendo el Auditorio Nacional en la Ciudad de México.
Tras presentarse en el programa Pequeños gigantes del canal de las estrellas en México, la cantante fue galardonada con placas de discos de oro y platino para el disco y el sencillo «Amigos no por favor».

## Lista de canciones
Información obtenida de Apple Music.

| N.º | Título                                | Escritor(es)                                                   | Duración |  |
| 1.  | «Llévame»                             | Etore Grenci, Cecy Leos, Francesco Chiari                      | 4:32     |  |
| 2.  | «Ahora entendí»                       | Mario Domm, Yuridia                                            | 4:01     |  |
| 3.  | «En su lugar»                         | Javier Calderon, Yuridia, Etore Grenci                         | 3:00     |  |
| 4.  | «Polos opuestos, noche de copas»      | David de Maria, Víctor Iniesta Iglesias, Juan Carlos Calderón  | 4:08     |  |
| 5.  | «Señora»                              | Manuel Alejandro, Ana Magdalena                                | 3:42     |  |
| 6.  | «Te equivocaste» (con Malú)           | José Luis Ortega                                               | 4:07     |  |
| 7.  | «La duda»                             | Horacio Palencia                                               | 3:23     |  |
| 8.  | «Irremediable»                        | Julio Ramírez, Mónica Vélez, Etore Grenci                      | 3:09     |  |
| 9.  | «Como yo nadie te ha amado»           | Jon Bon Jovi, Richie Sambora, Desmond Child                    | 4:11     |  |
| 10. | «Amigos no por favor»                 | José Luis Ortega                                               | 3:46     |  |
| 11. | «Si quieres verme llorar»             | Lisa Lopez                                                     | 3:17     |  |
| 12. | «Cobarde»                             | José Luis Ortega                                               | 3:51     |  |
| 13. | «Respóndeme tú» (con Pepe Aguilar)    | José Luis Ortega                                               | 3:25     |  |
| 14. | «Ya te olvidé»                        | Marco Antonio Solís                                            | 3:25     |  |
| 15. | «Que nadie se entere» (con Audri Nix) | Ale Alberti, Daniel Sobrino, Jimmy F. Jiménez-Parra, Audri Nix | 3:51     |  |
| 16. | «Lo que son las cosas»                | Luis Ángel Márquez                                             | 3:55     |  |
| 17. | «Ángel»                               | Robbie Williams                                                | 4:42     |  |

## Posicionamiento en listas
| País           | Lista            | Mejor posición |
| -------------- | ---------------- | -------------- |
| América        |                  |                |
| México         | AMPROFON         | 2              |
| Estados Unidos | Latin Pop Albums | 12             |

| Lista anual 2017                | Posición máxima |
| ------------------------------- | --------------- |
| AMPROFON Top Español Anual 2017 | 5               |
| AMPROFON Top General Anual 2017 | 30              |
| Lista anual 2018                | Posición máxima |
| AMPROFON Top Español Anual 2018 | 8               |
| AMPROFON Top General Anual 2018 | 11              |
| Lista anual 2019                | Posición máxima |
| AMPROFON Top Español Anual 2019 | 8               |
| AMPROFON Top General Anual 2019 | 11              |

## Certificaciones
| País   | Organismo certificador | Certificación | Ventas | Ref.   |
| ------ | ---------------------- | ------------- | ------ | ------ |
| México | AMPROFON               | Platino       | 60 000 | [ 13 ] |

## Lanzamiento
| País           | Fecha                   | Formato                          | Discográfica      |
| -------------- | ----------------------- | -------------------------------- | ----------------- |
| México         | 24 de noviembre de 2017 | Descarga digital, Formato físico | Sony Music México |
| Colombia       | 24 de noviembre de 2017 | Descarga digital, Formato físico | Sony Music Latin  |
| Costa Rica     | 24 de noviembre de 2017 | Descarga digital, Formato físico | Sony Music Latin  |
| Venezuela      | 24 de noviembre de 2017 | Descarga digital, Formato físico | Sony Music Latin  |
| Latinoamérica  | 24 de noviembre de 2017 | Descarga digital, Formato físico | Sony Music Latin  |
| Estados Unidos | 24 de noviembre de 2017 | Descarga digital, Formato físico | RCA               |